# ベストナイン (日本プロ野球)
ベストナインは、日本プロ野球の選手表彰の一つ。
正式名称は、ベストナイン賞。指名打者はベストDH賞として区別されている。シーズンを通してそれぞれのポジションで最も好成績を残した選手に与えられる。

## 概要
シーズンで好成績を残した投手・捕手・一塁手・二塁手・三塁手・遊撃手・外野手のポジション別に記者投票によって1名（外野手はポジションに関係なく3人）選出される。記者投票であるため、1つのポジションで複数の選手が同得票数で最多得票を獲得する場合があり、2004年セ・リーグの二塁手部門では荒木雅博とラロッカが受賞した。
1940年に第1回表彰。戦後1947年に第2回表彰。同年より毎年表彰。1950年の2リーグ分立後はセ・パ各リーグで9名が受賞。1975年パ・リーグの指名打者制導入以後、パ・リーグベストナインでは指名打者を含めた10人が受賞している。
2012年までセ・リーグではベストナインの投手が最優秀投手としても表彰されていた（現在はセ・パ両リーグとも勝率1位投手が表彰されている）。
投票資格を持つ記者は全国の新聞、通信、放送各社に所属しており5年以上プロ野球を担当している者。ポジションごとに推薦する1名の選手名を記入し投票する。各ポジション最多得票の選手が受賞する。発表は2004年までは日本シリーズ終了の翌々日。2005年からは日本野球機構の表彰式であるNPB AWARDS（旧：プロ野球コンベンション）で発表される。
MLBではシルバースラッガー賞が日本のベストナイン賞に近いと言われている。当賞で投票資格があるのは各チームの監督・コーチ（自チームの選手には投票できない）で、打者の成績・貢献度をより現場レベルで反映したものとなっている。
2014年にはNPB80周年記念特別企画として、80周年ベストナインが発表された。

### 複数ポジションでの受賞
1人の選手が複数のポジションに投票されることもあり、1966年には国貞泰汎が二塁手と三塁手で得票数1位となっている。このときは得票数の多かった二塁手部門のみでの受賞となり三塁手部門では次点のトニー・ロイが受賞となっている。以降、野手が複数ポジションで最多得票だった場合は得票数の多い方でのみ選出され、もう一方のポジションは次点の選手が繰り上がる。
パ・リーグの指名打者制導入以降は、野手は各ポジションと指名打者での重複投票が認められ、同時選出が可能になった。2016年、投手の大谷翔平が指名打者としても顕著な活躍を示したことで物議を醸し、投手も重複投票が認められるようになり、大谷はNPB史上初となるベストナイン賞とベストDH賞を同時受賞した。

## 1リーグ時代歴代受賞者
| 年     | 投手                                                | 捕手              | 一塁手            | 二塁手          | 三塁手              | 遊撃手            | 外野手                | 外野手            | 外野手            |
| ------ | --------------------------------------------------- | ----------------- | ----------------- | --------------- | ------------------- | ----------------- | --------------------- | ----------------- | ----------------- |
| 1940年 | 須田博 （巨人）                                     | 田中義雄 （阪神） | 川上哲治 （巨人） | 苅田久徳 （翼） | 水原茂 （巨人）     | 上田藤夫 （阪急） | 鬼頭数雄 （ライオン） | 山田伝 （阪急）   | 中島治康 （巨人） |
| 1947年 | 別所昭 （南海）                                     | 土井垣武 （大阪） | 川上哲治 （巨人） | 千葉茂 （巨人） | 藤村富美男 （大阪） | 杉浦清 （中日）   | 大下弘 （東急）       | 金田正泰 （大阪） | 坪内道則 （金星） |
| 1948年 | 別所昭 （南海） 中尾碩志 （巨人） 真田重男 （大陽） | 土井垣武 （大阪） | 川上哲治 （巨人） | 千葉茂 （巨人） | 藤村富美男 （大阪） | 木塚忠助 （南海） | 青田昇 （巨人）       | 別当薫 （大阪）   | 坪内道則 （金星） |
| 1949年 | 藤本英雄 （巨人）                                   | 土井垣武 （大阪） | 川上哲治 （巨人） | 千葉茂 （巨人） | 藤村富美男 （大阪） | 木塚忠助 （南海） | 小鶴誠 （大映）       | 別当薫 （大阪）   | 大下弘 （東急）   |

## セントラル・リーグ歴代受賞者
| 年度   | 投手                      | 捕手                    | 一塁手                       | 二塁手                                | 三塁手                  | 遊撃手                | 外野手                           | 外野手                      | 外野手                   |
| ------ | ------------------------- | ----------------------- | ---------------------------- | ------------------------------------- | ----------------------- | --------------------- | -------------------------------- | --------------------------- | ------------------------ |
| 1950年 | 真田重男 （松竹）         | 荒川昇治 （松竹）       | 西沢道夫 （中日）            | 千葉茂 （巨人）                       | 藤村富美男 （大阪）     | 白石勝巳 （広島）     | 青田昇 （巨人）                  | 岩本義行 （松竹）           | 小鶴誠 （松竹）          |
| 1951年 | 別所毅彦 （巨人）         | 野口明 （名古屋）       | 川上哲治 （巨人）            | 千葉茂 （巨人）                       | 藤村富美男 （大阪）     | 平井三郎 （巨人）     | 青田昇 （巨人）                  | 岩本義行 （松竹）           | 金田正泰 （大阪）        |
| 1952年 | 別所毅彦 （巨人）         | 野口明 （名古屋）       | 西澤道夫 （中日）            | 千葉茂 （巨人）                       | 藤村富美男 （大阪）     | 平井三郎 （巨人）     | 杉山悟 （名古屋）                | 南村不可止 （巨人）         | 与那嶺要 （巨人）        |
| 1953年 | 大友工 （巨人）           | 広田順 （巨人）         | 川上哲治 （巨人）            | 千葉茂 （巨人）                       | 与儀真助 （大阪）       | 平井三郎 （巨人）     | 金田正泰 （大阪）                | 南村不可止 （巨人）         | 与那嶺要 （巨人）        |
| 1954年 | 杉下茂 （中日）           | 広田順 （巨人）         | 西沢道夫 （中日）            | 箱田弘志 （国鉄）                     | 宇野光雄 （国鉄）       | 広岡達朗 （巨人）     | 杉山悟 （中日）                  | 渡辺博之 （大阪）           | 与那嶺要 （巨人）        |
| 1955年 | 別所毅彦 （巨人）         | 広田順 （巨人）         | 川上哲治 （巨人）            | 井上登 （中日）                       | 児玉利一 （中日）       | 吉田義男 （大阪）     | 町田行彦 （国鉄）                | 渡辺博之 （大阪）           | 与那嶺要 （巨人）        |
| 1956年 | 別所毅彦 （巨人）         | 藤尾茂 （巨人）         | 川上哲治 （巨人）            | 井上登 （中日）                       | 児玉利一 （中日）       | 吉田義男 （大阪）     | 青田昇 （大洋）                  | 田宮謙次郎 （大阪）         | 与那嶺要 （巨人）        |
| 1957年 | 金田正一 （国鉄）         | 藤尾茂 （巨人）         | 川上哲治 （巨人）            | 井上登 （中日）                       | 三宅秀史 （大阪）       | 吉田義男 （大阪）     | 青田昇 （大洋）                  | 田宮謙次郎 （大阪）         | 与那嶺要 （巨人）        |
| 1958年 | 金田正一 （国鉄）         | 藤尾茂 （巨人）         | 川上哲治 （巨人）            | 井上登 （中日）                       | 長嶋茂雄 （巨人）       | 吉田義男 （大阪）     | 森徹 （中日）                    | 田宮謙次郎 （大阪）         | 与那嶺要 （巨人）        |
| 1959年 | 藤田元司 （巨人）         | 藤尾茂 （巨人）         | 藤本勝巳 （大阪）            | 土屋正孝 （巨人）                     | 長嶋茂雄 （巨人）       | 吉田義男 （大阪）     | 森徹 （中日）                    | 大和田明 （広島）           | 坂崎一彦 （巨人）        |
| 1960年 | 秋山登 （大洋）           | 土井淳 （大洋）         | 近藤和彦 （大洋）            | 井上登 （中日）                       | 長嶋茂雄 （巨人）       | 吉田義男 （大阪）     | 森徹 （中日）                    | 中利夫 （中日）             | 並木輝男 （大阪）        |
| 1961年 | 権藤博 （中日）           | 森昌彦 （巨人）         | 藤本勝巳 （阪神）            | 土屋正孝 （国鉄）                     | 長嶋茂雄 （巨人）       | 河野旭輝 （中日）     | 江藤慎一 （中日）                | 近藤和彦 （大洋）           | 森永勝治 （広島）        |
| 1962年 | 村山実 （阪神）           | 森昌彦 （巨人）         | 王貞治 （巨人）              | 小坂佳隆 （広島）                     | 長嶋茂雄 （巨人）       | 吉田義男 （阪神）     | 並木輝男 （阪神）                | 近藤和彦 （大洋）           | 森永勝治 （広島）        |
| 1963年 | 金田正一 （国鉄）         | 森昌彦 （巨人）         | 王貞治 （巨人）              | 高木守道 （中日）                     | 長嶋茂雄 （巨人）       | 古葉毅 （広島）       | 江藤愼一 （中日）                | 近藤和彦 （大洋）           | 藤井栄治 （阪神）        |
| 1964年 | G.バッキー （阪神）       | 森昌彦 （巨人）         | 王貞治 （巨人）              | 高木守道 （中日）                     | 長嶋茂雄 （巨人）       | 吉田義男 （阪神）     | 江藤愼一 （中日）                | 近藤和彦 （大洋）           | 重松省三 （大洋）        |
| 1965年 | 村山実 （阪神）           | 森昌彦 （巨人）         | 王貞治 （巨人）              | 高木守道 （中日）                     | 長嶋茂雄 （巨人）       | 吉田義男 （阪神）     | 江藤愼一 （中日）                | 近藤和彦 （大洋）           | 中暁生 （中日）          |
| 1966年 | 村山実 （阪神）           | 森昌彦 （巨人）         | 王貞治 （巨人）              | 高木守道 （中日）                     | 長嶋茂雄 （巨人）       | 一枝修平 （中日）     | 江藤愼一 （中日）                | 山本一義 （広島）           | 中暁生 （中日）          |
| 1967年 | 小川健太郎 （中日）       | 森昌彦 （巨人）         | 王貞治 （巨人）              | 高木守道 （中日）                     | 長嶋茂雄 （巨人）       | 藤田平 （阪神）       | 近藤和彦 （大洋）                | 柴田勲 （巨人）             | 中暁生 （中日）          |
| 1968年 | 江夏豊 （阪神）           | 森昌彦 （巨人）         | 王貞治 （巨人）              | 土井正三 （巨人）                     | 長嶋茂雄 （巨人）       | 黒江透修 （巨人）     | 江藤愼一 （中日）                | D.ロバーツ （サンケイ）     | 山内一弘 （広島）        |
| 1969年 | 高橋一三 （巨人）         | 木俣達彦 （中日）       | 王貞治 （巨人）              | 土井正三 （巨人）                     | 長嶋茂雄 （巨人）       | 藤田平 （阪神）       | 高田繁 （巨人）                  | D.ロバーツ （アトムズ）     | 山本一義 （広島）        |
| 1970年 | 平松政次 （大洋）         | 木俣達彦 （中日）       | 王貞治 （巨人）              | 安藤統夫 （阪神）                     | 長嶋茂雄 （巨人）       | 藤田平 （阪神）       | 高田繁 （巨人）                  | 江尻亮 （大洋）             | 中暁生 （中日）          |
| 1971年 | 平松政次 （大洋）         | 木俣達彦 （中日）       | 王貞治 （巨人）              | 国貞泰汎 （広島）                     | 長嶋茂雄 （巨人）       | 藤田平 （阪神）       | 高田繁 （巨人）                  | 柴田勲 （巨人）             | 水谷実雄 （広島）        |
| 1972年 | 堀内恒夫 （巨人）         | 田淵幸一 （阪神）       | 王貞治 （巨人）              | J.シピン （大洋）                     | 長嶋茂雄 （巨人）       | 三村敏之 （広島）     | 高田繁 （巨人）                  | 柴田勲 （巨人）             | 若松勉 （ヤクルト）      |
| 1973年 | 高橋一三 （巨人）         | 田淵幸一 （阪神）       | 王貞治 （巨人）              | J.シピン （大洋）                     | 長嶋茂雄 （巨人）       | 藤田平 （阪神）       | 江尻亮 （大洋）                  | 柴田勲 （巨人）             | 若松勉 （ヤクルト）      |
| 1974年 | 堀内恒夫 （巨人）         | 田淵幸一 （阪神）       | 王貞治 （巨人）              | 高木守道 （中日）                     | 長嶋茂雄 （巨人）       | 藤田平 （阪神）       | G.マーチン （中日）              | 末次利光 （巨人）           | 若松勉 （ヤクルト）      |
| 1975年 | 外木場義郎 （広島）       | 田淵幸一 （阪神）       | 王貞治 （巨人）              | 大下剛史 （広島）                     | 衣笠祥雄 （広島）       | 三村敏之 （広島）     | 井上弘昭 （中日）                | 山本浩二 （広島）           | ロジャー.R （ヤクルト）  |
| 1976年 | 池谷公二郎 （広島）       | 田淵幸一 （阪神）       | 王貞治 （巨人）              | D.ジョンソン （巨人）                 | 掛布雅之 （阪神）       | 三村敏之 （広島）     | 張本勲 （巨人）                  | 谷沢健一 （中日）           | 若松勉 （ヤクルト）      |
| 1977年 | 小林繁 （巨人）           | 木俣達彦 （中日）       | 王貞治 （巨人）              | 高木守道 （中日）                     | 掛布雅之 （阪神）       | 河埜和正 （巨人）     | 張本勲 （巨人）                  | 山本浩二 （広島）           | 若松勉 （ヤクルト）      |
| 1978年 | 新浦寿夫 （巨人）         | 大矢明彦 （ヤクルト）   | 王貞治 （巨人）              | D.ヒルトン （ヤクルト）               | 掛布雅之 （阪神）       | 高橋慶彦 （広島）     | C.マニエル （ヤクルト）          | 山本浩二 （広島）           | 若松勉 （ヤクルト）      |
| 1979年 | 小林繁 （阪神）           | 木俣達彦 （中日）       | 王貞治 （巨人）              | F.ミヤーン （大洋）                   | 掛布雅之 （阪神）       | 高橋慶彦 （広島）     | M.ラインバック （阪神）          | 山本浩二 （広島）           | 若松勉 （ヤクルト）      |
| 1980年 | 江川卓 （巨人）           | 大矢明彦 （ヤクルト）   | 谷沢健一 （中日）            | 基満男 （大洋）                       | 衣笠祥雄 （広島）       | 高橋慶彦 （広島）     | 杉浦亨 （ヤクルト）              | 山本浩二 （広島）           | 若松勉 （ヤクルト）      |
| 1981年 | 江川卓 （巨人）           | 山倉和博 （巨人）       | 藤田平 （阪神）              | 篠塚利夫 （巨人）                     | 掛布雅之 （阪神）       | 山下大輔 （大洋）     | 田尾安志 （中日）                | 山本浩二 （広島）           | J.ライトル （広島）      |
| 1982年 | 北別府学 （広島）         | 中尾孝義 （中日）       | 谷沢健一 （中日）            | 篠塚利夫 （巨人）                     | 掛布雅之 （阪神）       | 宇野勝 （中日）       | 田尾安志 （中日）                | 山本浩二 （広島）           | 長崎啓二 （大洋）        |
| 1983年 | 遠藤一彦 （大洋）         | 山倉和博 （巨人）       | 谷沢健一 （中日）            | 真弓明信 （阪神）                     | 原辰徳 （巨人）         | 高橋慶彦 （広島）     | 田尾安志 （中日）                | 山本浩二 （広島）           | 松本匡史 （巨人）        |
| 1984年 | 山根和夫 （広島）         | 達川光男 （広島）       | 谷沢健一 （中日）            | 篠塚利夫 （巨人）                     | 衣笠祥雄 （広島）       | 宇野勝 （中日）       | 山崎隆造 （広島）                | 山本浩二 （広島）           | 若松勉 （ヤクルト）      |
| 1985年 | 小松辰雄 （中日）         | 八重樫幸雄 （ヤクルト） | R.バース （阪神）            | 岡田彰布 （阪神）                     | 掛布雅之 （阪神）       | 高木豊 （大洋）       | 山崎隆造 （広島）                | 杉浦享 （ヤクルト）         | 真弓明信 （阪神）        |
| 1986年 | 北別府学 （広島）         | 達川光男 （広島）       | R.バース （阪神）            | 篠塚利夫 （巨人）                     | レオン.L （ヤクルト）   | 高橋慶彦 （広島）     | W.クロマティ （巨人）            | 山本浩二 （広島）           | 吉村禎章 （巨人）        |
| 1987年 | 桑田真澄 （巨人）         | 山倉和博 （巨人）       | R.バース （阪神）            | 篠塚利夫 （巨人）                     | 原辰徳 （巨人）         | 宇野勝 （中日）       | W.クロマティ （巨人）            | C.ポンセ （大洋）           | 吉村禎章 （巨人）        |
| 1988年 | 小野和幸 （中日）         | 達川光男 （広島）       | 落合博満 （中日）            | 正田耕三 （広島）                     | 原辰徳 （巨人）         | 池山隆寛 （ヤクルト） | J.パチョレック （大洋）          | C.ポンセ （大洋）           | 広沢克己 （ヤクルト）    |
| 1989年 | 斎藤雅樹 （巨人）         | 中尾孝義 （巨人）       | L.パリッシュ （ヤクルト）    | 正田耕三 （広島）                     | 落合博満 （中日）       | 池山隆寛 （ヤクルト） | W.クロマティ （巨人）            | 彦野利勝 （中日）           | 山崎賢一 （大洋）        |
| 1990年 | 斎藤雅樹 （巨人）         | 村田真一 （巨人）       | 落合博満 （中日）            | 高木豊 （大洋）                       | バンスロー （中日）     | 池山隆寛 （ヤクルト） | J.パチョレック （大洋）          | 原辰徳 （巨人）             | 広沢克己 （ヤクルト）    |
| 1991年 | 佐々岡真司 （広島）       | 古田敦也 （ヤクルト）   | 落合博満 （中日）            | 高木豊 （大洋）                       | 山崎隆造 （広島）       | 野村謙二郎 （広島）   | R.J.レイノルズ （大洋）          | 原辰徳 （巨人）             | 広沢克己 （ヤクルト）    |
| 1992年 | 斎藤雅樹 （巨人）         | 古田敦也 （ヤクルト）   | J.パチョレック （阪神）      | 和田豊 （阪神）                       | J.ハウエル （ヤクルト） | 池山隆寛 （ヤクルト） | 飯田哲也 （ヤクルト）            | 前田智徳 （広島）           | L.シーツ （大洋）        |
| 1993年 | 今中慎二 （中日）         | 古田敦也 （ヤクルト）   | 広沢克己 （ヤクルト）        | R.ローズ （横浜）                     | 江藤智 （広島）         | 池山隆寛 （ヤクルト） | A.パウエル （中日）              | 前田智徳 （広島）           | 新庄剛志 （阪神）        |
| 1994年 | 山本昌広 （中日）         | 西山秀二 （広島）       | 大豊泰昭 （中日）            | 和田豊 （阪神）                       | 江藤智 （広島）         | 川相昌弘 （巨人）     | A.パウエル （中日）              | 前田智徳 （広島）           | G.ブラッグス （横浜）    |
| 1995年 | 斎藤雅樹 （巨人）         | 古田敦也 （ヤクルト）   | T.オマリー （ヤクルト）      | R.ローズ （横浜）                     | 江藤智 （広島）         | 野村謙二郎 （広島）   | A.パウエル （中日）              | 金本知憲 （広島）           | 松井秀喜 （巨人）        |
| 1996年 | 斎藤雅樹 （巨人）         | 西山秀二 （広島）       | L.ロペス （広島）            | 立浪和義 （中日）                     | 江藤智 （広島）         | 野村謙二郎 （広島）   | A.パウエル （中日）              | 山崎武司 （中日）           | 松井秀喜 （巨人）        |
| 1997年 | 山本昌 （中日）           | 古田敦也 （ヤクルト）   | L.ロペス （広島）            | R.ローズ （横浜）                     | L.ゴメス （中日）       | 石井琢朗 （横浜）     | 鈴木尚典 （横浜）                | D.ホージー （ヤクルト）     | 松井秀喜 （巨人）        |
| 1998年 | 佐々木主浩 （横浜）       | 谷繁元信 （横浜）       | 駒田徳広 （横浜）            | R.ローズ （横浜）                     | 江藤智 （広島）         | 石井琢朗 （横浜）     | 鈴木尚典 （横浜）                | 前田智徳 （広島）           | 松井秀喜 （巨人）        |
| 1999年 | 上原浩治 （巨人）         | 古田敦也 （ヤクルト）   | R.ペタジーニ （ヤクルト）    | R.ローズ （横浜）                     | L.ゴメス （中日）       | 石井琢朗 （横浜）     | 関川浩一 （中日）                | 高橋由伸 （巨人）           | 松井秀喜 （巨人）        |
| 2000年 | 工藤公康 （巨人）         | 古田敦也 （ヤクルト）   | R.ペタジーニ （ヤクルト）    | R.ローズ （横浜）                     | 江藤智 （巨人）         | 石井琢朗 （横浜）     | 金本知憲 （広島）                | 新庄剛志 （阪神）           | 松井秀喜 （巨人）        |
| 2001年 | 藤井秀悟 （ヤクルト）     | 古田敦也 （ヤクルト）   | R.ペタジーニ （ヤクルト）    | E.ディアス （広島）                   | 江藤智 （巨人）         | 石井琢朗 （横浜）     | 金本知憲 （広島）                | 稲葉篤紀 （ヤクルト）       | 松井秀喜 （巨人）        |
| 2002年 | 上原浩治 （巨人）         | 阿部慎之助 （巨人）     | R.ペタジーニ （ヤクルト）    | 今岡誠 （阪神）                       | 岩村明憲 （ヤクルト）   | 井端弘和 （中日）     | 清水隆行 （巨人）                | 福留孝介 （中日）           | 松井秀喜 （巨人）        |
| 2003年 | 井川慶 （阪神）           | 矢野輝弘 （阪神）       | G.アリアス （阪神）          | 今岡誠 （阪神）                       | 鈴木健 （ヤクルト）     | 二岡智宏 （巨人）     | 赤星憲広 （阪神）                | 福留孝介 （中日）           | A.ラミレス （ヤクルト）  |
| 2004年 | 川上憲伸 （中日）         | 古田敦也 （ヤクルト）   | T・ウッズ （横浜）           | 荒木雅博 （中日） G.ラロッカ （広島） | 立浪和義 （中日）       | 井端弘和 （中日）     | 嶋重宣 （広島）                  | T.ローズ （巨人）           | 金本知憲 （阪神）        |
| 2005年 | 黒田博樹 （広島）         | 矢野輝弘 （阪神）       | 新井貴浩 （広島）            | 荒木雅博 （中日）                     | 今岡誠 （阪神）         | 井端弘和 （中日）     | 赤星憲広 （阪神）                | 青木宣親 （ヤクルト）       | 金本知憲 （阪神）        |
| 2006年 | 川上憲伸 （中日）         | 矢野輝弘 （阪神）       | T・ウッズ （中日）           | 荒木雅博 （中日）                     | 岩村明憲 （ヤクルト）   | 井端弘和 （中日）     | 福留孝介 （中日）                | 青木宣親 （ヤクルト）       | 金本知憲 （阪神）        |
| 2007年 | 高橋尚成 （巨人）         | 阿部慎之助 （巨人）     | T・ウッズ （中日）           | 田中浩康 （ヤクルト）                 | 小笠原道大 （巨人）     | 井端弘和 （中日）     | A.ラミレス （ヤクルト） （巨人） | 青木宣親 （ヤクルト）       | 高橋由伸 （巨人）        |
| 2008年 | S.グライシンガー （巨人） | 阿部慎之助 （巨人）     | 内川聖一 （横浜）            | 東出輝裕 （広島）                     | 村田修一 （横浜）       | 鳥谷敬 （阪神）       | A.ラミレス （ヤクルト） （巨人） | 青木宣親 （ヤクルト）       | 金本知憲 （阪神）        |
| 2009年 | D.ゴンザレス （巨人）     | 阿部慎之助 （巨人）     | T.ブランコ （中日）          | 東出輝裕 （広島）                     | 小笠原道大 （巨人）     | 坂本勇人 （巨人）     | A.ラミレス （ヤクルト） （巨人） | 青木宣親 （ヤクルト）       | 内川聖一 （横浜）        |
| 2010年 | 前田健太 （広島）         | 阿部慎之助 （巨人）     | C.ブラゼル （阪神）          | 平野恵一 （阪神）                     | 森野将彦 （中日）       | 鳥谷敬 （阪神）       | M.マートン （阪神）              | 青木宣親 （ヤクルト）       | 和田一浩 （中日）        |
| 2011年 | 吉見一起 （中日）         | 阿部慎之助 （巨人）     | 栗原健太 （広島）            | 平野恵一 （阪神）                     | 宮本慎也 （ヤクルト）   | 鳥谷敬 （阪神）       | M.マートン （阪神）              | 青木宣親 （ヤクルト）       | 長野久義 （巨人）        |
| 2012年 | 内海哲也 （巨人）         | 阿部慎之助 （巨人）     | T.ブランコ （中日） （DeNA） | 田中浩康 （ヤクルト）                 | 村田修一 （巨人）       | 坂本勇人 （巨人）     | 大島洋平 （中日）                | W.バレンティン （ヤクルト） | 長野久義 （巨人）        |
| 2013年 | 前田健太 （広島）         | 阿部慎之助 （巨人）     | T.ブランコ （中日） （DeNA） | 西岡剛 （阪神）                       | 村田修一 （巨人）       | 鳥谷敬 （阪神）       | M.マートン （阪神）              | W.バレンティン （ヤクルト） | 長野久義 （巨人）        |
| 2014年 | 菅野智之 （巨人）         | 阿部慎之助 （巨人）     | M.ゴメス （阪神）            | 山田哲人 （ヤクルト）                 | H.ルナ （中日）         | 鳥谷敬 （阪神）       | M.マートン （阪神）              | 雄平 （ヤクルト）           | 丸佳浩 （広島）          |
| 2015年 | 前田健太 （広島）         | 中村悠平 （ヤクルト）   | 畠山和洋 （ヤクルト）        | 山田哲人 （ヤクルト）                 | 川端慎吾 （ヤクルト）   | 鳥谷敬 （阪神）       | 筒香嘉智 （DeNA）                | 福留孝介 （阪神）           | 平田良介 （中日）        |
| 2016年 | 野村祐輔 （広島）         | 石原慶幸 （広島）       | 新井貴浩 （広島）            | 山田哲人 （ヤクルト）                 | 村田修一 （巨人）       | 坂本勇人 （巨人）     | 筒香嘉智 （DeNA）                | 鈴木誠也 （広島）           | 丸佳浩 （広島） （巨人） |
| 2017年 | 菅野智之 （巨人）         | 會澤翼 （広島）         | J.ロペス （DeNA）            | 菊池涼介 （広島）                     | 宮﨑敏郎 （DeNA）       | 田中広輔 （広島）     | 筒香嘉智 （DeNA）                | 鈴木誠也 （広島）           | 丸佳浩 （広島） （巨人） |
| 2018年 | 菅野智之 （巨人）         | 會澤翼 （広島）         | D.ビシエド （中日）          | 山田哲人 （ヤクルト）                 | 宮﨑敏郎 （DeNA）       | 坂本勇人 （巨人）     | N.ソト （DeNA）                  | 鈴木誠也 （広島）           | 丸佳浩 （広島） （巨人） |
| 2019年 | 山口俊 （巨人）           | 會澤翼 （広島）         | D.ビシエド （中日）          | 山田哲人 （ヤクルト）                 | 高橋周平 （中日）       | 坂本勇人 （巨人）     | N.ソト （DeNA）                  | 鈴木誠也 （広島）           | 丸佳浩 （広島） （巨人） |
| 2020年 | 菅野智之 （巨人）         | 大城卓三 （巨人）       | 村上宗隆 （ヤクルト）        | 菊池涼介 （広島）                     | 岡本和真 （巨人）       | 坂本勇人 （巨人）     | 佐野恵太 （DeNA）                | 鈴木誠也 （広島）           | 丸佳浩 （広島） （巨人） |
| 2021年 | 柳裕也 （中日）           | 中村悠平 （ヤクルト）   | J.マルテ （阪神）            | 山田哲人 （ヤクルト）                 | 村上宗隆 （ヤクルト）   | 坂本勇人 （巨人）     | 近本光司 （阪神）                | 鈴木誠也 （広島）           | 塩見泰隆 （ヤクルト）    |
| 2022年 | 青柳晃洋 （阪神）         | 中村悠平 （ヤクルト）   | J.オスナ （ヤクルト）        | 牧秀悟 （DeNA）                       | 村上宗隆 （ヤクルト）   | 中野拓夢 （阪神）     | 近本光司 （阪神）                | 佐野恵太 （DeNA）           | 岡林勇希 （中日）        |
| 2023年 | 東克樹 （DeNA）           | 大城卓三 （巨人）       | 大山悠輔 （阪神）            | 牧秀悟 （DeNA）                       | 宮﨑敏郎 （DeNA）       | 木浪聖也 （阪神）     | 近本光司 （阪神）                | 西川龍馬 （広島）           | 岡林勇希 （中日）        |
| 2024年 | 菅野智之 （巨人）         | 山本祐大 （DeNA）       | 岡本和真 （巨人）            | 吉川尚輝 （巨人）                     | 村上宗隆 （ヤクルト）   | 長岡秀樹 （ヤクルト） | 近本光司 （阪神）                | D.サンタナ （ヤクルト）     | 細川成也 （中日）        |

## パシフィック・リーグ歴代受賞者
指名打者制導入以前
| 年度   | 投手                | 捕手                | 一塁手                     | 二塁手                | 三塁手              | 遊撃手              | 外野手                    | 外野手                                | 外野手                  |
| ------ | ------------------- | ------------------- | -------------------------- | --------------------- | ------------------- | ------------------- | ------------------------- | ------------------------------------- | ----------------------- |
| 1950年 | 荒巻淳 （毎日）     | 土井垣武 （毎日）   | 飯田徳治 （南海）          | 本堂保次 （毎日）     | 中谷順次 （阪急）   | 木塚忠助 （南海）   | 飯島滋弥 （大映）         | 大下弘 （東急） （西鉄）              | 別当薫 （毎日）         |
| 1951年 | 江藤正 （南海）     | 土井垣武 （毎日）   | 飯田徳治 （南海）          | 山本一人 （南海）     | 蔭山和夫 （南海）   | 木塚忠助 （南海）   | 飯島滋弥 （大映）         | 大下弘 （東急） （西鉄）              | 別当薫 （毎日）         |
| 1952年 | 柚木進 （南海）     | 土井垣武 （毎日）   | 飯田徳治 （南海）          | 岡本伊三美 （南海）   | 蔭山和夫 （南海）   | 木塚忠助 （南海）   | 飯島滋弥 （大映）         | 大下弘 （東急） （西鉄）              | 別当薫 （毎日）         |
| 1953年 | 川崎徳次 （西鉄）   | 松井淳 （南海）     | 飯田徳治 （南海）          | 岡本伊三美 （南海）   | 中西太 （西鉄）     | 木塚忠助 （南海）   | 堀井数男 （南海）         | 大下弘 （東急） （西鉄）              | 別当薫 （毎日）         |
| 1954年 | 西村貞朗 （西鉄）   | C.ルイス （毎日）   | 川合幸三 （阪急）          | 森下正夫 （南海）     | 中西太 （西鉄）     | L.レインズ （阪急） | 関口清治 （西鉄）         | 大下弘 （東急） （西鉄）              | 山内和弘 （毎日）       |
| 1955年 | 中村大成 （南海）   | C.ルイス （毎日）   | 杉山光平 （南海）          | 岡本伊三美 （南海）   | 中西太 （西鉄）     | 木塚忠助 （南海）   | 飯田徳治 （南海）         | 戸倉勝城 （阪急）                     | 山内和弘 （毎日）       |
| 1956年 | 梶本隆夫 （阪急）   | 野村克也 （南海）   | 榎本喜八 （毎日）          | 佐々木信也 （高橋）   | 中西太 （西鉄）     | 豊田泰光 （西鉄）   | 杉山光平 （南海）         | 戸倉勝城 （阪急）                     | 山内和弘 （毎日）       |
| 1957年 | 稲尾和久 （西鉄）   | 野村克也 （南海）   | 岡本健一郎 （阪急）        | 岡本伊三美 （南海）   | 中西太 （西鉄）     | 豊田泰光 （西鉄）   | 大下弘 （西鉄）           | 毒島章一 （東映）                     | 山内和弘 （毎日）       |
| 1958年 | 稲尾和久 （西鉄）   | 野村克也 （南海）   | スタンレー橋本 （東映）    | R.バルボン （阪急）   | 中西太 （西鉄）     | 葛城隆雄 （毎日）   | 杉山光平 （南海）         | 毒島章一 （東映）                     | 関口清治 （西鉄）       |
| 1959年 | 杉浦忠 （南海）     | 野村克也 （南海）   | 榎本喜八 （大毎） （東京） | 岡本伊三美 （南海）   | 葛城隆雄 （大毎）   | 豊田泰光 （西鉄）   | 杉山光平 （南海）         | 高倉照幸 （西鉄）                     | 山内一弘 （大毎）       |
| 1960年 | 小野正一 （大毎）   | 野村克也 （南海）   | 榎本喜八 （大毎） （東京） | 仰木彬 （西鉄）       | 小玉明利 （近鉄）   | 豊田泰光 （西鉄）   | 田宮謙次郎 （大毎）       | 張本勲 （東映）                       | 山内一弘 （大毎）       |
| 1961年 | 稲尾和久 （西鉄）   | 野村克也 （南海）   | 榎本喜八 （大毎） （東京） | 森下整鎮 （南海）     | 中西太 （西鉄）     | 豊田泰光 （西鉄）   | 田宮謙次郎 （大毎）       | 張本勲 （東映）                       | 山内一弘 （大毎）       |
| 1962年 | 稲尾和久 （西鉄）   | 野村克也 （南海）   | 榎本喜八 （大毎） （東京） | J.ブルーム （近鉄）   | 小玉明利 （近鉄）   | 豊田泰光 （西鉄）   | 吉田勝豊 （東映）         | 張本勲 （東映）                       | 山内一弘 （大毎）       |
| 1963年 | 稲尾和久 （西鉄）   | 野村克也 （南海）   | 榎本喜八 （大毎） （東京） | J.ブルーム （近鉄）   | 小玉明利 （近鉄）   | 小池兼司 （南海）   | 広瀬叔功 （南海）         | 張本勲 （東映）                       | 山内一弘 （大毎）       |
| 1964年 | J.スタンカ （南海） | 野村克也 （南海）   | 榎本喜八 （大毎） （東京） | D.スペンサー （阪急） | 小玉明利 （近鉄）   | 小池兼司 （南海）   | 広瀬叔功 （南海）         | 張本勲 （東映）                       | 高倉照幸 （西鉄）       |
| 1965年 | 尾崎行雄 （東映）   | 野村克也 （南海）   | 高木喬 （近鉄）            | D.スペンサー （阪急） | 小玉明利 （近鉄）   | 小池兼司 （南海）   | 広瀬叔功 （南海）         | 張本勲 （東映）                       | 堀込基明 （南海）       |
| 1966年 | 田中勉 （西鉄）     | 野村克也 （南海）   | 榎本喜八 （東京）          | 国貞泰汎 （南海）     | T.ロイ （西鉄）     | 小池兼司 （南海）   | 高倉照幸 （西鉄）         | 張本勲 （東映）                       | 毒島章一 （東映）       |
| 1967年 | 足立光宏 （阪急）   | 野村克也 （南海）   | 大杉勝男 （東映）          | D.ブレイザー （南海） | 森本潔 （阪急）     | 大下剛史 （東映）   | 土井正博 （近鉄）         | 張本勲 （東映）                       | 長池徳二 （阪急）       |
| 1968年 | 皆川睦男 （南海）   | 野村克也 （南海）   | 榎本喜八 （東京）          | D.ブレイザー （南海） | 国貞泰汎 （南海）   | 阪本敏三 （阪急）   | 土井正博 （近鉄）         | 張本勲 （東映）                       | G.アルトマン （東京）   |
| 1969年 | 鈴木啓示 （近鉄）   | 岡村浩二 （阪急）   | 大杉勝男 （東映）          | 山崎裕之 （ロッテ）   | 有藤通世 （ロッテ） | 阪本敏三 （阪急）   | 長池徳二 （阪急）         | 張本勲 （東映）                       | 永淵洋三 （近鉄）       |
| 1970年 | 木樽正明 （ロッテ） | 野村克也 （南海）   | 大杉勝男 （東映）          | 山崎裕之 （ロッテ）   | 有藤通世 （ロッテ） | 阪本敏三 （阪急）   | 長池徳二 （阪急）         | 張本勲 （東映）                       | G.アルトマン （ロッテ） |
| 1971年 | 山田久志 （阪急）   | 野村克也 （南海）   | 大杉勝男 （東映）          | 山崎裕之 （ロッテ）   | 有藤通世 （ロッテ） | 阪本敏三 （阪急）   | 長池徳二 （阪急）         | 門田博光 （南海）                     | G.アルトマン （ロッテ） |
| 1972年 | 山田久志 （阪急）   | 野村克也 （南海）   | 大杉勝男 （東映）          | 基満男 （西鉄）       | 有藤通世 （ロッテ） | 大橋穣 （阪急）     | 長池徳二 （阪急）         | 張本勲 （東映） （日拓） （日本ハム） | 福本豊 （阪急）         |
| 1973年 | 成田文男 （ロッテ） | 野村克也 （南海）   | 加藤秀司 （阪急）          | 桜井輝秀 （南海）     | 有藤通世 （ロッテ） | 大橋穣 （阪急）     | 長池徳二 （阪急）         | 張本勲 （東映） （日拓） （日本ハム） | 福本豊 （阪急）         |
| 1974年 | 金田留広 （ロッテ） | 村上公康 （ロッテ） | C.ジョーンズ （近鉄）      | 山崎裕之 （ロッテ）   | 有藤通世 （ロッテ） | 大橋穣 （阪急）     | D.ビュフォード （太平洋） | 張本勲 （東映） （日拓） （日本ハム） | 福本豊 （阪急）         |

指名打者制導入以降
| 年度   | 投手                        | 捕手                                   | 一塁手                             | 二塁手                     | 三塁手                           | 遊撃手                    | 外野手                      | 外野手                         | 外野手                    | 指名打者                         |
| ------ | --------------------------- | -------------------------------------- | ---------------------------------- | -------------------------- | -------------------------------- | ------------------------- | --------------------------- | ------------------------------ | ------------------------- | -------------------------------- |
| 1975年 | 鈴木啓示 （近鉄）           | 野村克也 （南海）                      | 加藤秀司 （阪急）                  | B.マルカーノ （阪急）      | 有藤道世 （ロッテ）              | 大橋穣 （阪急）           | 佐々木恭介 （近鉄）         | 白仁天 （太平洋）              | 弘田澄男 （ロッテ）       | 長池徳二 （阪急）                |
| 1976年 | 山田久志 （阪急）           | 野村克也 （南海）                      | 加藤秀司 （阪急）                  | 吉岡悟 （太平洋）          | 藤原満 （南海）                  | 大橋穣 （阪急）           | 門田博光 （南海）           | 福本豊 （阪急）                | 弘田澄男 （ロッテ）       | 大田卓司 （太平洋）              |
| 1977年 | 山田久志 （阪急）           | 加藤俊夫 （日本ハム）                  | 加藤秀司 （阪急）                  | B.マルカーノ （阪急）      | 有藤道世 （ロッテ）              | 石渡茂 （近鉄）           | 門田博光 （南海）           | 福本豊 （阪急）                | L.リー （ロッテ）         | 高井保弘 （阪急）                |
| 1978年 | 鈴木啓示 （近鉄）           | 中沢伸二 （阪急）                      | 柏原純一 （日本ハム）              | B.マルカーノ （阪急）      | 島谷金二 （阪急）                | 真弓明信 （クラウン）     | 佐々木恭介 （近鉄）         | 福本豊 （阪急）                | 簑田浩二 （阪急）         | 土井正博 （クラウン）            |
| 1979年 | 山田久志 （阪急）           | 梨田昌崇 （近鉄）                      | 加藤英司 （阪急）                  | B.マルカーノ （阪急）      | 島谷金二 （阪急）                | 石渡茂 （近鉄）           | 新井宏昌 （南海）           | 福本豊 （阪急）                | 栗橋茂 （近鉄）           | C.マニエル （近鉄）              |
| 1980年 | 木田勇 （日本ハム）         | 梨田昌崇 （近鉄）                      | レオン.L （ロッテ）                | 山崎裕之 （西武）          | 有藤道世 （ロッテ）              | 高代延博 （日本ハム）     | L.リー （ロッテ）           | 福本豊 （阪急）                | 栗橋茂 （近鉄）           | C.マニエル （近鉄）              |
| 1981年 | 村田兆治 （ロッテ）         | 梨田昌崇 （近鉄）                      | 柏原純一 （日本ハム）              | 落合博満 （ロッテ）        | 有藤道世 （ロッテ）              | 石毛宏典 （西武）         | 島田誠 （日本ハム）         | 福本豊 （阪急）                | テリー.W （西武）         | 門田博光 （南海）                |
| 1982年 | 工藤幹夫 （日本ハム）       | 中沢伸二 （阪急）                      | 柏原純一 （日本ハム）              | 落合博満 （ロッテ）        | スティーブ.O （西武）            | 石毛宏典 （西武）         | 新井宏昌 （南海）           | 福本豊 （阪急）                | 栗橋茂 （近鉄）           | T.ソレイタ （日本ハム）          |
| 1983年 | 東尾修 （西武）             | 香川伸行 （南海）                      | 落合博満 （ロッテ）                | 大石大二郎 （近鉄）        | スティーブ.O （西武）            | 石毛宏典 （西武）         | 島田誠 （日本ハム）         | テリー.W （西武）              | 簑田浩二 （阪急）         | 門田博光 （南海）                |
| 1984年 | 今井雄太郎 （阪急）         | 藤田浩雅 （阪急）                      | ブーマー.W （阪急）                | 大石大二郎 （近鉄）        | 落合博満 （ロッテ）              | 弓岡敬二郎 （阪急）       | 高沢秀昭 （ロッテ）         | T.クルーズ （日本ハム）        | 簑田浩二 （阪急）         | L.リー （ロッテ）                |
| 1985年 | 東尾修 （西武）             | 伊東勤 （西武）                        | R.デービス （近鉄）                | 西村徳文 （ロッテ）        | 落合博満 （ロッテ）              | 石毛宏典 （西武）         | 金森永時 （西武）           | 熊野輝光 （阪急）              | 横田真之 （ロッテ）       | L.リー （ロッテ）                |
| 1986年 | 渡辺久信 （西武）           | 伊東勤 （西武）                        | ブーマー.W （阪急）                | 辻発彦 （西武）            | 落合博満 （ロッテ）              | 石毛宏典 （西武）         | 秋山幸二 （西武）           | 新井宏昌 （近鉄）              | 横田真之 （ロッテ）       | 石嶺和彦 （阪急）                |
| 1987年 | 工藤公康 （西武）           | 伊東勤 （西武）                        | ブーマー.W （阪急）                | 白井一幸 （日本ハム）      | 石毛宏典 （西武）                | 水上善雄 （ロッテ）       | 秋山幸二 （西武）           | 新井宏昌 （近鉄）              | T.ブリューワ （日本ハム） | 石嶺和彦 （阪急）                |
| 1988年 | 西崎幸広 （日本ハム）       | 伊東勤 （西武）                        | 清原和博 （西武）                  | 福良淳一 （阪急）          | 松永浩美 （阪急） （オリックス） | 田中幸雄 （日本ハム）     | 秋山幸二 （西武）           | 高沢秀昭 （ロッテ）            | 平野謙 （西武）           | 門田博光 （南海） （オリックス） |
| 1989年 | 阿波野秀幸 （近鉄）         | 山下和彦 （近鉄）                      | ブーマー.W （オリックス）          | 辻発彦 （西武）            | 松永浩美 （阪急） （オリックス） | 田辺徳雄 （西武）         | 秋山幸二 （西武）           | 藤井康雄 （オリックス）        | R.ブライアント （近鉄）   | 門田博光 （南海） （オリックス） |
| 1990年 | 野茂英雄 （近鉄）           | 伊東勤 （西武）                        | 清原和博 （西武）                  | 大石第二朗 （近鉄）        | 松永浩美 （阪急） （オリックス） | 田中幸雄 （日本ハム）     | 秋山幸二 （西武）           | 石嶺和彦 （オリックス）        | 西村徳文 （ロッテ）       | O.デストラーデ （西武）          |
| 1991年 | 郭泰源 （西武）             | 伊東勤 （西武）                        | J.トレーバー （近鉄）              | 辻発彦 （西武）            | 松永浩美 （阪急） （オリックス） | 小川博文 （オリックス）   | 秋山幸二 （西武）           | 佐々木誠 （ダイエー） （西武） | 平井光親 （ロッテ）       | O.デストラーデ （西武）          |
| 1992年 | 石井丈裕 （西武）           | 伊東勤 （西武）                        | 清原和博 （西武）                  | 辻発彦 （西武）            | 石毛宏典 （西武）                | 田辺徳雄 （西武）         | 秋山幸二 （西武）           | 佐々木誠 （ダイエー） （西武） | 高橋智 （オリックス）     | O.デストラーデ （西武）          |
| 1993年 | 工藤公康 （西武）           | 田村藤夫 （日本ハム）                  | 石井浩郎 （近鉄）                  | 辻発彦 （西武）            | 石毛宏典 （西武）                | 広瀬哲朗 （日本ハム）     | 秋山幸二 （西武）           | 佐々木誠 （ダイエー） （西武） | 藤井康雄 （オリックス）   | R.ブライアント （近鉄）          |
| 1994年 | 伊良部秀輝 （ロッテ）       | 吉永幸一郎 （ダイエー）                | 石井浩郎 （近鉄）                  | 福良淳一 （オリックス）    | 松永浩美 （ダイエー）            | 広瀬哲朗 （日本ハム）     | イチロー （オリックス）     | 佐々木誠 （ダイエー） （西武） | K.ライマー （ダイエー）   | R.ブライアント （近鉄）          |
| 1995年 | 伊良部秀輝 （ロッテ）       | 中嶋聡 （オリックス）                  | J.フランコ （ロッテ）              | 小久保裕紀 （ダイエー）    | 初芝清 （ロッテ）                | 田中幸雄 （日本ハム）     | イチロー （オリックス）     | 佐々木誠 （ダイエー） （西武） | D.ジャクソン （西武）     | T.ニール （オリックス）          |
| 1996年 | E.ヒルマン （ロッテ）       | 吉永幸一郎 （ダイエー）                | 片岡篤史 （日本ハム）              | 大島公一 （オリックス）    | 中村紀洋 （近鉄）                | 田中幸雄 （日本ハム）     | イチロー （オリックス）     | 田口壮 （オリックス）          | 村松有人 （ダイエー）     | T.ニール （オリックス）          |
| 1997年 | 西口文也 （西武）           | 伊東勤 （西武）                        | P.クラーク （近鉄）                | 小久保裕紀 （ダイエー）    | 鈴木健 （西武）                  | 松井稼頭央 （西武）       | イチロー （オリックス）     | 佐々木誠 （西武）              | T.ローズ （近鉄）         | D.マルティネス （西武）          |
| 1998年 | 西口文也 （西武）           | 伊東勤 （西武）                        | P.クラーク （近鉄）                | J.フランコ （ロッテ）      | 片岡篤史 （日本ハム）            | 松井稼頭央 （西武）       | イチロー （オリックス）     | 大村直之 （近鉄）              | 柴原洋 （ダイエー）       | N.ウィルソン （日本ハム）        |
| 1999年 | 松坂大輔 （西武）           | 城島健司 （ダイエー）                  | 小笠原道大 （日本ハム）            | 金子誠 （日本ハム）        | 中村紀洋 （近鉄）                | 松井稼頭央 （西武）       | イチロー （オリックス）     | 谷佳知 （オリックス）          | T.ローズ （近鉄）         | P.クラーク （近鉄）              |
| 2000年 | 松坂大輔 （西武）           | 城島健司 （ダイエー）                  | 松中信彦 （ダイエー）              | 大島公一 （オリックス）    | 中村紀洋 （近鉄）                | 松井稼頭央 （西武）       | イチロー （オリックス）     | 柴原洋 （ダイエー）            | S.オバンドー （日本ハム） | N.ウィルソン （日本ハム）        |
| 2001年 | 松坂大輔 （西武）           | 城島健司 （ダイエー）                  | 小笠原道大 （日本ハム）            | 井口資仁 （ダイエー）      | 中村紀洋 （近鉄）                | 松井稼頭央 （西武）       | T.ローズ （近鉄）           | 谷佳知 （オリックス）          | 礒部公一 （近鉄）         | F.ボーリック （ロッテ）          |
| 2002年 | J.パウエル （近鉄）         | 伊東勤 （西武）                        | A.カブレラ （西武）                | 高木浩之 （西武）          | 中村紀洋 （近鉄）                | 松井稼頭央 （西武）       | T.ローズ （近鉄）           | 谷佳知 （オリックス）          | 小関竜也 （西武）         | 和田一浩 （西武）                |
| 2003年 | 斉藤和巳 （ダイエー）       | 城島健司 （ダイエー） （ソフトバンク） | 松中信彦 （ダイエー）              | 井口資仁 （ダイエー）      | 小笠原道大 （日本ハム）          | 松井稼頭央 （西武）       | T.ローズ （近鉄）           | 谷佳知 （オリックス）          | 和田一浩 （西武）         | A.カブレラ （西武）              |
| 2004年 | 岩隈久志 （近鉄）           | 城島健司 （ダイエー） （ソフトバンク） | 松中信彦 （ダイエー）              | 井口資仁 （ダイエー）      | 小笠原道大 （日本ハム）          | 川﨑宗則 （ダイエー）     | SHINJO （日本ハム）         | 谷佳知 （オリックス）          | 和田一浩 （西武）         | F.セギノール （日本ハム）        |
| 2005年 | 杉内俊哉 （ソフトバンク）   | 城島健司 （ダイエー） （ソフトバンク） | J.ズレータ （ソフトバンク）        | 堀幸一 （ロッテ）          | 今江敏晃 （ロッテ）              | 西岡剛 （ロッテ）         | M.フランコ （ロッテ）       | 宮地克彦 （ソフトバンク）      | 和田一浩 （西武）         | 松中信彦 （ソフトバンク）        |
| 2006年 | 斉藤和巳 （ソフトバンク）   | 里崎智也 （ロッテ）                    | 小笠原道大 （日本ハム）            | 田中賢介 （日本ハム）      | J.フェルナンデス （楽天）        | 川﨑宗則 （ソフトバンク） | 松中信彦 （ソフトバンク）   | 稲葉篤紀 （日本ハム）          | 和田一浩 （西武）         | F.セギノール （日本ハム）        |
| 2007年 | ダルビッシュ有 （日本ハム） | 里崎智也 （ロッテ）                    | A.カブレラ （西武） （オリックス） | 田中賢介 （日本ハム）      | G.ラロッカ （オリックス）        | TSUYOSHI （ロッテ）       | 大村直之 （ソフトバンク）   | 稲葉篤紀 （日本ハム）          | 森本稀哲 （日本ハム）     | 山﨑武司 （楽天）                |
| 2008年 | 岩隈久志 （楽天）           | 細川亨 （西武）                        | A.カブレラ （西武） （オリックス） | 片岡易之 （西武）          | 中村剛也 （西武）                | 中島裕之 （西武）         | リック.S （楽天）           | 稲葉篤紀 （日本ハム）          | 栗山巧 （西武）           | T.ローズ （オリックス）          |
| 2009年 | ダルビッシュ有 （日本ハム） | 田上秀則 （ソフトバンク）              | 髙橋信二 （日本ハム）              | 田中賢介 （日本ハム）      | 中村剛也 （西武）                | 中島裕之 （西武）         | 糸井嘉男 （日本ハム）       | 稲葉篤紀 （日本ハム）          | 鉄平 （楽天）             | 山﨑武司 （楽天）                |
| 2010年 | 和田毅 （ソフトバンク）     | 嶋基宏 （楽天）                        | A.カブレラ （オリックス）          | 田中賢介 （日本ハム）      | 小谷野栄一 （日本ハム）          | 西岡剛 （ロッテ）         | 多村仁志 （ソフトバンク）   | T-岡田 （オリックス）          | 栗山巧 （西武）           | 福浦和也 （ロッテ）              |
| 2011年 | 田中将大 （楽天）           | 細川亨 （ソフトバンク）                | 小久保裕紀 （ソフトバンク）        | 本多雄一 （ソフトバンク）  | 中村剛也 （西武）                | 中島裕之 （西武）         | 糸井嘉男 （日本ハム）       | 内川聖一 （ソフトバンク）      | 栗山巧 （西武）           | J.フェルナンデス （西武）        |
| 2012年 | 吉川光夫 （日本ハム）       | 鶴岡慎也 （日本ハム）                  | 李大浩 （オリックス）              | 田中賢介 （日本ハム）      | 中村剛也 （西武）                | 中島裕之 （西武）         | 糸井嘉男 （日本ハム）       | 内川聖一 （ソフトバンク）      | 角中勝也 （ロッテ）       | W.M.ペーニャ （ソフトバンク）    |
| 2013年 | 田中将大 （楽天）           | 嶋基宏 （楽天）                        | 浅村栄斗 （西武）                  | 藤田一也 （楽天）          | C.マギー （楽天）                | 鈴木大地 （ロッテ）       | 長谷川勇也 （ソフトバンク） | 内川聖一 （ソフトバンク）      | 中田翔 （日本ハム）       | M.アブレイユ （日本ハム）        |
| 2014年 | 金子千尋 （オリックス）     | 伊藤光 （オリックス）                  | E.メヒア （西武）                  | 藤田一也 （楽天）          | 銀次 （楽天）                    | 今宮健太 （ソフトバンク） | 糸井嘉男 （オリックス）     | 柳田悠岐 （ソフトバンク）      | 中田翔 （日本ハム）       | 中村剛也 （西武）                |
| 2015年 | 大谷翔平 （日本ハム）       | 炭谷銀仁朗 （西武）                    | 中田翔 （日本ハム）                | 田中賢介 （日本ハム）      | 中村剛也 （西武）                | 中島卓也 （日本ハム）     | 秋山翔吾 （西武）           | 柳田悠岐 （ソフトバンク）      | 清田育宏 （ロッテ）       | 李大浩 （ソフトバンク）          |
| 2016年 | 大谷翔平 （日本ハム）       | 田村龍弘 （ロッテ）                    | 中田翔 （日本ハム）                | 浅村栄斗 （西武） （楽天） | B.レアード （日本ハム）          | 鈴木大地 （ロッテ）       | 糸井嘉男 （オリックス）     | 角中勝也 （ロッテ）            | 西川遥輝 （日本ハム）     | 大谷翔平 （日本ハム）            |
| 2017年 | 菊池雄星 （西武）           | 甲斐拓也 （ソフトバンク）              | 銀次 （楽天）                      | 浅村栄斗 （西武） （楽天） | Z.ウィーラー （楽天）            | 今宮健太 （ソフトバンク） | 秋山翔吾 （西武）           | 柳田悠岐 （ソフトバンク）      | 西川遥輝 （日本ハム）     | A.デスパイネ （ソフトバンク）    |
| 2018年 | 菊池雄星 （西武）           | 森友哉 （西武）                        | 山川穂高 （西武）                  | 浅村栄斗 （西武） （楽天） | 松田宣浩 （ソフトバンク）        | 源田壮亮 （西武）         | 秋山翔吾 （西武）           | 柳田悠岐 （ソフトバンク）      | 吉田正尚 （オリックス）   | 近藤健介 （日本ハム）            |
| 2019年 | 千賀滉大 （ソフトバンク）   | 森友哉 （西武）                        | 山川穂高 （西武）                  | 浅村栄斗 （西武） （楽天） | 中村剛也 （西武）                | 源田壮亮 （西武）         | 秋山翔吾 （西武）           | 荻野貴司 （ロッテ）            | 吉田正尚 （オリックス）   | A.デスパイネ （ソフトバンク）    |
| 2020年 | 千賀滉大 （ソフトバンク）   | 甲斐拓也 （ソフトバンク）              | 中田翔 （日本ハム）                | 浅村栄斗 （西武） （楽天） | 鈴木大地 （楽天）                | 源田壮亮 （西武）         | 近藤健介 （日本ハム）       | 柳田悠岐 （ソフトバンク）      | 吉田正尚 （オリックス）   | 栗山巧 （西武）                  |
| 2021年 | 山本由伸 （オリックス）     | 森友哉 （西武）                        | B.レアード （ロッテ）              | 中村奨吾 （ロッテ）        | 宗佑磨 （オリックス）            | 源田壮亮 （西武）         | 杉本裕太郎 （オリックス）   | 柳田悠岐 （ソフトバンク）      | 吉田正尚 （オリックス）   | 近藤健介 （日本ハム）            |
| 2022年 | 山本由伸 （オリックス）     | 甲斐拓也 （ソフトバンク）              | 山川穂高 （西武）                  | 浅村栄斗 （楽天）          | 宗佑磨 （オリックス）            | 今宮健太 （ソフトバンク） | 松本剛 （日本ハム）         | 柳田悠岐 （ソフトバンク）      | 島内宏明 （楽天）         | 吉田正尚 （オリックス）          |
| 2023年 | 山本由伸 （オリックス）     | 森友哉 （オリックス）                  | 頓宮裕真 （オリックス）            | 浅村栄斗 （楽天）          | 宗佑磨 （オリックス）            | 紅林弘太郎 （オリックス） | 近藤健介 （ソフトバンク）   | 柳田悠岐 （ソフトバンク）      | 万波中正 （日本ハム）     | G.ポランコ （ロッテ）            |
| 2024年 | 有原航平 （ソフトバンク）   | 佐藤都志也 （ロッテ）                  | 山川穂高 （ソフトバンク）          | 小深田大翔 （楽天）        | 栗原陵矢 （ソフトバンク）        | 今宮健太 （ソフトバンク） | 近藤健介 （ソフトバンク）   | 辰己涼介 （楽天）              | 周東佑京 （ソフトバンク） | F.レイエス （日本ハム）          |

## ベストナインに関する主な記録

### 複数回受賞者（野手）
- 太字はNPB現役

| 選手                  | 回数 | 年度                                                      |
| --------------------- | ---- | --------------------------------------------------------- |
| 野村克也              | 19   | 1956年 - 1968年、1970年 - 1973年、1975年 ｰ 1976年         |
| 王貞治                | 18   | 1962年 - 1979年                                           |
| 長嶋茂雄              | 17   | 1958年 - 1974年                                           |
| 張本勲                | 16   | 1960年 - 1970年、1972年 - 1974年、1976年 - 1977年         |
| 川上哲治              | 10   | 1940年、1947年 - 1949年、1951年、1953年、1955年 - 1958年  |
| 山内一弘              | 10   | 1954年 - 1957年、1959年 - 1963年、1968年                  |
| 有藤通世 （有藤道世） | 10   | 1969年 - 1975年、1977年、1980年 - 1981年                  |
| 福本豊                | 10   | 1972年 - 1974年、1976年 - 1982年                          |
| 山本浩二              | 10   | 1975年、1977年 - 1984年、1986年                           |
| 落合博満              | 10   | 1981年 - 1986年、1988年 - 1991年                          |
| 伊東勤                | 10   | 1985年 - 1988年、1990年 - 1992年、1997年 - 1998年、2002年 |
| 吉田義男              | 9    | 1955年 - 1960年、1962年、1964 - 1965年                    |
| 榎本喜八              | 9    | 1955年、1959年 - 1964年、1966年、1968年                   |
| 若松勉                | 9    | 1972年 - 1974年、1976年 - 1980年、1984年                  |
| 古田敦也              | 9    | 1991年 - 1993年、1995年、1997年、1999年 - 2001年、2004年  |
| 阿部慎之助            | 9    | 2002年、2007年 - 2014年                                   |
| 大下弘                | 8    | 1947年、1949年 - 1954年、1957年                           |
| 森昌彦                | 8    | 1961年 - 1968年                                           |
| 石毛宏典              | 8    | 1981年 - 1983年、1985年 - 1987年、1992年 - 1993年         |
| 秋山幸二              | 8    | 1986年 - 1993年                                           |
| 松井秀喜              | 8    | 1995年 - 2002年                                           |
| 浅村栄斗              | 8    | 2013年、2016年 - 2020年、2022年 - 2023年                  |
| 柳田悠岐              | 8    | 2014年、2015年、2017年、2018年、2020年 - 2023年           |

### 複数回受賞者（投手）
- 太字はNPB現役

| 選手                | 回数 | 年度                                              |
| ------------------- | ---- | ------------------------------------------------- |
| 別所毅彦 （別所昭） | 6    | 1947年 - 1948年、1951年 - 1952年、1955年 - 1956年 |
| 稲尾和久            | 5    | 1957年 - 1958年、1961年 - 1963年                  |
| 山田久志            | 5    | 1971年 - 1972年、1976年 - 1977年、1979年          |
| 斎藤雅樹            | 5    | 1989年 - 1990年、1992年、1995年 - 1996年          |
| 菅野智之            | 5    | 2014年、2017年 - 2018年、2020年、2024年           |
| 金田正一            | 3    | 1957年 - 1958年、1963年                           |
| 村山実              | 3    | 1962年、1965年 - 1966年                           |
| 鈴木啓示            | 3    | 1969年、1975年、1978年                            |
| 工藤公康            | 3    | 1987年、1993年、2000年                            |
| 松坂大輔            | 3    | 1999年 - 2001年                                   |
| 前田健太            | 3    | 2010年、2013年、2015年                            |
| 山本由伸            | 3    | 2021年 - 2023年                                   |

### 諸記録
最多回数選出者
野村克也 19回（1956年 - 1968年、1970年 - 1973年、1975年・1976年、いずれも捕手）
- 投手部門：別所毅彦 6回[3]
- 一塁手部門：王貞治 18回[4]
- 二塁手部門：千葉茂・高木守道・浅村栄斗 7回
- 三塁手部門：長嶋茂雄 17回[5]
- 遊撃手部門：吉田義男 9回[6]
- 外野手部門：張本勲 16回[7]
- ベストDH賞：門田博光 4回

最多連続年数選出者
王貞治 18年連続（1962年 - 1979年、いずれも一塁手）
- 投手部門：稲尾和久・松坂大輔・山本由伸 3年連続
- 捕手部門：野村克也 13年連続[9]
- 二塁手部門：千葉茂 7年連続[10]
- 三塁手部門：長嶋茂雄 17年連続[11]
- 遊撃手部門：松井稼頭央 7年連続[12]
- 外野手部門：張本勲 11年連続[13]
- ベストDH賞：O.デストラーデ 3年連続

最多ポジション選出者
真弓明信 3ポジション（遊撃手・二塁手・外野手としてそれぞれ各1回）
落合博満 3ポジション（一塁手として4回、二塁手として2回、三塁手として4回）
松中信彦 3ポジション（一塁手として3回、指名打者として1回、外野手として1回）
選出時の所属球団最多記録（移籍のみ。球団売却による所属球団変更を除く。）
タフィ・ローズ 3球団でベストナイン受賞、合計7回（大阪近鉄バファローズで5回、読売ジャイアンツで1回、オリックス・バファローズで1回）
現役在籍全年度選出者
長嶋茂雄 17年連続17回（1958年入団 - 1974年引退、いずれも三塁手）
最多同時ポジション選出者
大谷翔平 1回（2016年・投手とDHで同時受賞）
規定投球回数未達でのベストナイン選出投手
佐々木主浩（1998年）56.0イニング
大谷翔平（2016年）140.0イニング
チームとして同一年度での最多選出
西武ライオンズ（1992年）8名

両リーグ受賞者
投手：工藤公康
捕手：無し
一塁手：落合博満
二塁手：基満男
三塁手：落合博満、小笠原道大
遊撃手：無し
外野手：山内一弘、張本勲、T.ローズ、新庄剛志、稲葉篤紀、和田一浩、内川聖一
その他、ポジションを跨いでの両リーグ受賞：大下剛史、C.マニエル、真弓明信、レオン.L、山﨑武司、G.ラロッカ、西岡剛

## 選考に対する問題点
同じ選手表彰であるゴールデングラブ賞と同様、記者投票による選出であり、記名制だが一般に公開はされないため、不可解な投票が問題視される事がある。その年の球界を代表する選手を表彰するための賞であるにもかかわらず、オフに戦力外となったり、打率1割台の不振、守備機会がほとんどない選手など到底「ベストナイン」に該当すると思えない選手が投票を受けていたりとネット上のファンからは明確な「選考理由」を求める声が上がり、投票した記者の責任の所在を明確にするため記名の開示を求める声も上がった。

### セ・リーグ
2020年セントラル・リーグのベストナインでは、読売ジャイアンツで外野手として4試合の出場に留まり戦力外通告を受けたイスラエル・モタに外野手部門で1票が投じられた。また同じく巨人で二塁手として5試合出場し、戦力外となった吉川大幾にも二塁手部門で3票が投じられており、こちらは同チームの吉川尚輝と間違えた可能性が論じられた。
2021年のセ・リーグのベストナインでは、出場41試合（外野での出場は10試合、一塁で23試合）で打率.174、2本塁打の成績だった阪神タイガースの陽川尚将に外野手部門で1票が投じられた。
2022年のセ・リーグのベストナインでは、リーグ36年ぶりの三冠王（本塁打王、打点王、首位打者）を達成し、最高出塁率も獲得、リーグ優勝もした東京ヤクルトスワローズの村上宗隆が三塁手部門で満票とはならず、横浜DeNAベイスターズの宮崎敏郎に1票が入った。また、出場38試合で打率.189、0本塁打の成績だった阪神の髙山俊、出場47試合（外野での出場は8試合、一塁で29試合、二塁で5試合）で打率.136、0本塁打のヤクルトの荒木貴裕に外野手部門で1票が投じられ、荒木に至っては2年連続で1票だけ投じられている。
2023年のセ・リーグのベストナインでは出場21試合で打率.125、0本塁打の小林誠司が捕手部門で1票が投じられる。同年はその他にも86試合で打率.215、0本塁打の高橋周平など、セ・リーグ全体で19人が1票のみであった。
2024年のセ・リーグのベストナインでは出場25試合で打率.190、0本塁打の井上絢登が外野手部門で1票が投じられる。

### パ・リーグ
2020年パシフィック・リーグのベストナインでは、福岡ソフトバンクホークスで外野手出場わずか2試合の明石健志に外野手部門の1票が投じられ、同じくソフトバンクで外野手として63試合に出場し打率.181の上林誠知や千葉ロッテマリーンズで外野手として58試合に出場し打率.216の福田秀平にも外野手部門の1票が投じられた。
2021年のパ・リーグのベストナインでは、投手5冠（最多勝利、最優秀防御率、最多奪三振、最高勝率、最多完封）を達成し、リーグ優勝もしたオリックス・バファローズの山本由伸が投手部門で満票ではなく、オリックスの宮城大弥、ロッテの益田直也、ソフトバンクの千賀滉大にも票が入った。
2022年のパ・リーグのベストナインでは、オリックスの山本由伸が前年に引き続き投手5冠を達成し、さらにノーヒットノーランも達成、リーグ優勝も果たしたが、この年のパ・リーグのベストナインでも満票にはならず、ロッテの佐々木朗希、ソフトバンクの千賀滉大にも票が入った。野手では、出場41試合で打率.209、1本塁打の成績だったロッテの菅野剛士、出場20試合で打率.171、0本塁打の成績だった同じくロッテの福田秀平に外野手部門で1票が投じられた。前述の通り、福田は2020年でも同様の票が投じられている選手である。
2023年のパ・リーグのベストナインでは遊撃手部門で遊撃を1試合5イニングしか守っていない牧原大成に1票が投じられる。さらに3年連続投手4冠と2年連続ノーヒットノーラン、リーグ優勝を達成した山本由伸はまたも満票とならず、日米通算250セーブを達成した平野佳寿に1票が入った。同年は他にも50試合で打率.240、1本塁打の荻野貴司など、パ・リーグ全体で16人が1票のみであった。
2024年のパ・リーグのベストナインでは一塁手部門で7試合で打率.100、0本塁打の内藤鵬に1票が投じられた。